# Thái tử Đan
Thái tử Đan (tiếng Trung: 太子丹, bính âm: Tàizǐ Dān, ? — 226 TCN) là một nhân vật cuối đời Chiến Quốc trong lịch sử Trung Quốc. Ông chính là người đã phái thích khách Kinh Kha đi hành thích Tần Thủy Hoàng nhằm ngăn chặn công cuộc tiêu diệt 6 nước của nước Tần.

## Hành trạng trong lịch sử
Tổ tiên tiên của Thái tử Đan thuộc dòng dõi Triệu công Thích nhà Chu, vốn họ Cơ, được phong ở đất Yên, nên ông còn được gọi là Yên Đan (tiếng Trung: 燕丹, bính âm: Yān Dān). Ông là con của Yên vương Hỉ, vị quân chủ cuối cùng của nước Yên.
Cuối thời Chiến Quốc, nước Yên là quốc gia yếu nhất trong Thất hùng, vì vậy thường xuyên bị o ép. Yên Đan lúc còn nhỏ, từng phải đi làm con tin ở nước Triệu, có chơi thân với Doanh Chính. Sau khi Doanh Chính lên ngôi quân chủ nước Tần, Yên Đan là được cử sang làm con tin ở Tần. Vì vua Tần đối đãi với thái tử Đan không tử tế cho nên Đan giận trốn về nước vào khoảng năm 232 TCN.
Năm 230 TCN, Tần diệt Hàn. Năm 228 TCN, quân Tần chiếm kinh đô của Triệu là Hàm Đan, tiến sát nước Yên, thành trì nước Yên lúc này trở thành mục tiêu tấn công của quân Tần. Để đối lại, tập đoàn thống trị nước Yên bày ra 2 đối sách: thứ nhất dùng mưu giết Tần vương; thứ hai là cùng tàn dư thế lực của Triệu là Đại vương Gia liên hợp chống Tần. Thái tử Đan nhờ có sự tiến cử của Điền Quang đã chiêu nạp Kinh Kha để làm thích khách vua Tần. Năm 227 TCN, thái tử Đan tiễn Kinh Kha cùng trợ thủ là Tần Vũ Dương mới 13 tuổi tới bờ sông Dịch Thủy ở Yên Thành (nay là huyện Dịch, tỉnh Hà Bắc). Kinh Kha ứng tác hai câu thơ:
Phong tiêu tiêu hề Dịch Thủy hàn
Tráng sĩ nhất khứ hề bất phục hoàn
Dịch
Gió hiu hắt chừ, Dịch thủy lạnh ghê
Tráng sĩ ra đi chừ, không bao giờ về
Sau đó Kinh Kha định giết Tần vương Doanh Chính nhưng không thành. Vì sự kiện này mà quân Tần quyết định tấn công Yên ngay.
Cùng năm, vua Tần hạ lệnh đại tướng Vương Tiễn, Tân Thắng dẫn quân công phá Yên. Tại Dịch Thủy, quân Yên đại bại, lãnh thổ nước Yên bị quân Tần chiếm quá nửa. Năm 226 TCN, quân Tần công phá Kế Thành, Yên vương Hỉ cùng thái tử Đan dẫn quân lui về Liêu Đông, tướng Tần là Lý Tín xuất quân truy đuổi. Yên vương giết thái tử Đan dâng thủ cấp để cầu hòa. Tại vùng đất quân Tần chiếm được, vua Tần cho thành lập các quận Ngư Dương, Hữu Bắc Bình, Liêu Tây. Năm sau lại lập quận Thượng Cốc, Quảng Dương. Năm 222 TCN, vua Tần sai Vương Bí tấn công Yên ở Liêu Đông. Quân Yên đại bại, Yên vương Hỉ bị bắt. Nước Yên diệt vong. Quân Tần quay sang tấn công Đại, Đại vương Gia cũng bị bắt. Vùng Liêu Đông của Yên và vùng đất của Đại bị Tần chia ra thành quận Liêu Đông và quận Đại.